# Christina von Bülow
Christina von Bülow, född 27 juni 1962, är en dansk saxofonist och flöjtist.
Christina von Bülow är dotter till jazzgitarristen Fritz von Bülow. Hon började spela flöjt och bytte senare till saxofon, som blev hennes huvudinstrument. Hon utbildade sig 1986–1990 på Rytmisk Musikkonservatorium i Köpenhamn. År 1990 spelade hon för Stan Getz i dennes hem i Malibu under ett år. En annan inspiratör har varit Lee Konitz.
Hon har i många år lett egna grupper, och blev särskilt känd från 1993 med trion Christina von Bülow Trio (Jacob Fischer, gitarr, Jens Skou Olsen, bas). Trion inledde bland annat ett samarbete med den svenska trumpetaren Jan Allan, med vilken Christina von Bülow spelade in sitt första album i eget namn.

## Priser och utmärkelser
- 1994 – JASA-prisen
- 2002 – Ben Webster Price
- 2009 – Palæ's Jazz Pris
- 2013 – Bent Jædig Prisen
- 2022 – Lars Gullin-priset

## Diskografi
- 1994 – The Very Thought of You
- 1997 – Solitude
- 1998 – De små synger
- 1999 – When Sunny Gets Blue
- 2001 – West of the Moon
- 2003 – Live at Lidingö Jazzklubb
- 2007 – My Little Brown Book
- 2008 – Spiller Bent Fabricius-Bjerre
- 2012 – Silhouette
- 2014 – The Good Life
- 2018 – On the Brink of a Lovely Song
- 2019 – Live (med Bernt Rosengren Quartet)